# 新布羅季
51°34′40″N 32°4′15″E / 51.57778°N 32.07083°E
新布羅季（烏克蘭語：Нові Броди）是位於烏克蘭北部切爾尼戈夫州裏科留基夫卡區的村莊，始建於1924年，面積1.1平方公里，海拔高度146米，人口100，人口密度每平方公里165.7人。